# Dove prisma
Het Dove prisma is een optisch prisma, dat tot de  omkerende reflectieprisma's gerekend wordt. Omdat het licht zowel bij het binnenkomende als het uittredende vlak wordt gebroken, kan het voor een nauwkeurige beeldomkering alleen bij monochromatisch licht worden gebruikt. De toepassing blijft ook beperkt tot parallelle stralenbundels, omdat door de breking aan de scheve vlakken aberratie ofwel astigmatisme zal optreden. 
Het prisma is genoemd naar Heinrich Wilhelm Dove.

## Werking

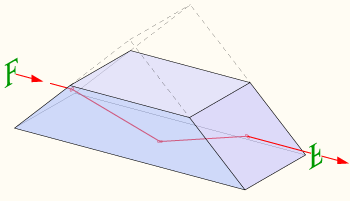
Stralengang in een Dove prisma

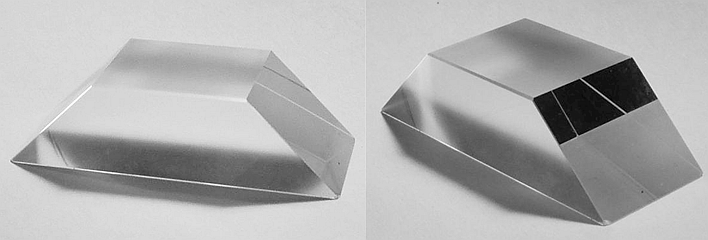
Dove prisma

Een Dove prisma is een prisma met een grondvlak in de vorm van een trapezium met zijvlakken onder een hoek van 45°. De lengte van het prisma is (bij glas) in de regel 4 tot 5 maal zo groot als de doorsnede van de lichtbundel die moet worden doorgelaten.
Doordat de lichtstralen relatief vlak invallen aan de binnenkant van het prisma, zal de grenshoek worden bereikt, waardoor totale reflectie zal optreden. Hierdoor zal het ontstane beeld omkeren. 